# Arnefrid de Friuli
Arnefrid (de asemenea, Arnefrit, Amefrit sau Amefrith) a fost fiul ducelui Lupus de Friuli, revendicând Ducatul de Friuli după moartea tatălui său din anul 666. 
Lupus de Friuli fusese ucis în luptă de către avari, care au cucerit Cividale, sediul ducatului. Ca urmare, regele Grimoald I al longobarzilor a pătruns în Friuli pentru a-i sili pe avari să se retragă, dar și pentru a anihila pretențiile lui Arnefrid, care a fost nevoit să caute refugiu printre slavi. Arnefrid a revenit cu ajutorul acestora, însă a fost înfrânt de către Grimoald și a murit în lupta de lângă castelul Nimis. Grimoald l-a numit ca duce de Friuli pe Wechtar. 